# Scepter (1634)
Scepter, med betydelsen Spiran, var ett regalskepp och ett örlogsskepp som byggdes på Stockholms skeppsgård på nuvarande Blasieholmen och sjösattes 1634. Hon var bestyckad med 58–66 kanoner och tjänstgjorde inom svenska flottan som Klas Flemings amiralsskepp och deltog som sådant i sjöslaget vid Kolberger Heide 1644 i striden mot kung Kristians danska flotta, samt under Erik Rynings befäl 1645.
Under slaget den 26 juli 1644 skadades Scepter då hon besköts från Griinde skans. Närmast skansen låg Smålands Lejon som först träffades, därefter riktades kanonerna mot Scepter som låg strax intill. Fleming som vid tillfället stod i sin kajuta och "tvättade sina händer och sitt ansikte" träffades av en rikoschettkula, högra låret slets av och betjänten som höll i tvättfatet dödades. Fleming dog av sina svåra skador ombord på sitt eget amiralsskepp och hans ansvar över svenska flottans örlogfartyg överläts till Erik Ryning.
Scepter förde 1655 Karl X Gustav till Usedom inför hans deltagande i det polska fälttåget. Hon sänktes 1675 efter avslutad tjänst och vraket ligger i Oxdjupet i Stockholms södra skärgård. Även Kronan sänktes samma år i Oxdjupet.

## Se även

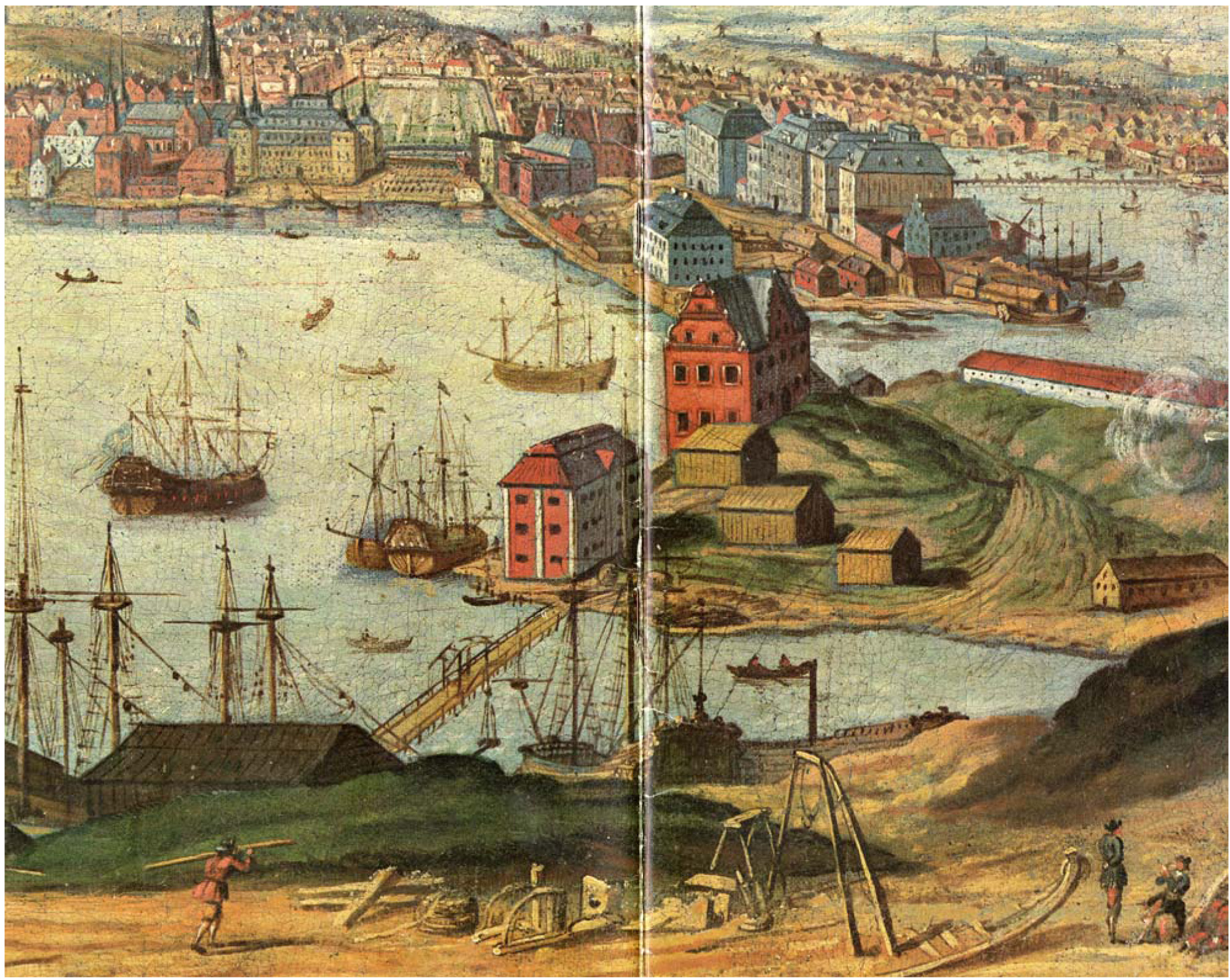
Vy från Kastellholmen 1696 mot Skeppsholmen och den tidigare skeppsgården på Blasieholmen, där Scepter med flera fartyg byggdes